# Erik Gustaf Geijer
 "Geijer" omdirigeres hertil. For andre betydninger af Geijer, se Geijer (flertydig).
Erik Gustaf Geijer (født 12. januar 1783 på Ransäters bruksherrgård i Värmland – død 23. april 1847 i Stockholm) var en svensk forfatter, salmedigter, filosof, historiker og komponist. Han var professor i historie ved Uppsala universitet 1817, medlem i Svenska Akademien 1824, medlem af Götiska förbundet og redaktør for deres tidsskrift Iduna. Geijer var morfar til Hugo Hamilton, søn af Bengt Gustaf Geijer og Ulrika Magdalena Geisler og sønsøn af Bengt Gustaf Geijer.
I 1795 (da han var 12 år) gik han på Karlstads skole, han blev student 1799 i Uppsala, filosofidoktor 1806, docent i historie 1810 og professor i 1817.
Under en rejse til England, som skulle få stor betydning for hans udvikling, blev han udnævnt til docent i historie (1810) og året efter i Götiska förbundet, hvis virksomhed han blev interesseret i at deltage i. Efter sit besøg i England bestemte han sig for at blive der. Han opholdt sig i England fra 1809 til 1810, og i 1816 giftede han sig med Anna Elisabeth Lilljebjörn.
I begyndelsen af 1816 holdt han forelæsninger om svensk historie, som blev besøgt af et stort antal tilhørere, blandt dem den tyske forfatterinde Amalia v. Helvig, som var på ferie i Uppsala. Hun gjorde et dybt indtryk på han "og åbnede hans sind for kunstens skønhed". Han hentede inspiration til sin digtning fra fortiden og skrev de berømte digte Vikingen og Odalbonden, og i folkevisestil skrev han Den lille kolargossen. Han var komponist og skrev melodier til mange af sine digte.
I 1817 blev han professor i historie og blev anset som universitetets fremmeste mand på sin tid. Som professor ved Uppsala universitet skrev han Svenske folkets historie og blev nu også en berømt historieskriver.
I år 1821 blev han med udgangspunkt i det filosofiske skrift «Thorild» udsat for en proces, som kunne have resulteret i landsforvisning. Enkelte af Geijers udtalelses om kristendommens dogmer blev anset for en fornægtelse af den rene luthersk-evangeliske lære. Han blev dog frikendt.
I 1838 udgav han det første nummer af tidsskriftet «Litteraturbladet». Det var hans arbejde, filosofi og liv til han døde i 1847 i Stockholm, 64 år gammel.

## Geijer og Grundtvig
Geier er blevet sammenlignet med den jævnaldrende danske digter og præst N.F.S.Grundtvig. Begge har haft en afgørende betydning for henholdsvis svenskeres og danskers selvforståelse. Begge var inspirerede af romantikken og optagede af deres folks historie. De mødtes flygtigt i det københavnske selskabsliv, og Geijer har på en rejse hørt Grundtvig prædike og "tyckte han var god".
Geijer var medlem af Det kongelige danske Selskab for Fædrelandets Historie.

## Biografier
- Erik Gustaf Geijer före avfallet, Borelius, Hilma, 1909, Lund. Sverige.